# ASKA
아스카(ASKA, 구칭 아스카 료(일본어: 飛鳥 涼), 본명: 미야자키 시게아키(일본어: 宮崎 重明), 1958년 2월 24일 ~ )는 후쿠오카현 출신인 일본의 남자 가수이다. 차게 앤 아스카(CHAGE and ASKA)의 멤버이자 단독 활동도 하고 있다.

## 개략
1987년 9월 21일 싱글 "MY Mr. LONELY HEART"로 단독 활동을 시작해서, 싱글 "はじまりはいつも雨"(시작은 언제나 비)와 앨범 "SCENE II"가 100만 장이 넘은 판매를 기록했다. 중국에서도 이름이 있어, 1997년에는 상하이에서 2만 명을 모은 콘서트를 했다.

## 작품 목록

### 싱글
| 타이틀                       | 의미                           | 발매일           |
| ---------------------------- | ------------------------------ | ---------------- |
| MY Mr. LONELY HEART          |                                | 1987년 9월 21일  |
| MIDNIGHT 2 CALL              |                                | 1988년 7월 21일  |
| はじまりはいつも雨           | 시작은 언제나 비               | 1991년 3월 6일   |
| 晴天を誉めるなら夕暮れを待て | 갠 날을 칭찬하면 저녁을 기다려 | 1995년 1월 1일   |
| ID                           |                                | 1997년 2월 5일   |
| ONE                          |                                | 1997년 4월 28일  |
| Girl                         |                                | 1998년 3월 11일  |
| good time                    |                                | 2000년 7월 21일  |
| 心に花の咲く方へ             | 마음에 꽃이 피는 쪽으로        | 2003년 12월 17일 |

### 앨범
- SCENE (1988년 8월 21일)
- SCENE II (1991년 6월 5일)
- NEVER END (1995년 2월 27일)
- 飛鳥～飛鳥涼作品集 （1997년 1월 25일)
- ONE (1997년 3월 12일)
- kicks (1998년 3월 25일)
- ASKA the BEST Selection 1988-1998 (1999년 3월 31일)
- SCENE III (2005년 11월 23일)
- SCENE I & II limited edition （2005년 11월 23일)
- SCENE of SCENE ～selected 6 songs from SCENE I,II,III～ （2006년 1월 18일)

### 서적
- 온리 론리 (オンリー・ロンリー) （1984년 11월 15일, サンリオ出版） ISBN 4-387-91235-9
- 하지만 하늘은 파랑~아스카 료 론 (けれど空は青～飛鳥涼論) （저：石原信一, 1990년 11월 21일, 八曜社） ISBN 4-8270-0109-X
- 하지만 하늘은 파랑~아스카 료 론 (けれど空は青～飛鳥涼論) 문고판 （저：石原信一, 1993년 4월 10일, 카도카와 서점） ISBN 4-04-186801-7
- 인터뷰 (インタビュー) （1996년 11월 25일, 幻冬舎） ISBN 4-87728-136-3

## 드라마
- 세이부 스페셜 친구야（1984년 11월 7일 니혼테레비): 灰谷五郎 역
- TV 시대극 스페셜 신센구미 제2부（1987년 10월 8일 테레비아사히): 伊藤俊輔（伊藤博文）역

## 같이 보기
- 차게 앤 아스카